# 흰귀티티
흰귀티티(Callicebus donacophilus)는 사키원숭이과에 속하는 영장류의 일종이다. 도나코티티 또는 볼리비아티티, 볼리비아회색티티 등으로도 알려져 있다. 티티원숭이의 일종으로 남아메리카에 사는 신세계원숭이 중의 하나이다. 볼리비아와 브라질 그리고 파라과이에서 발견된다.

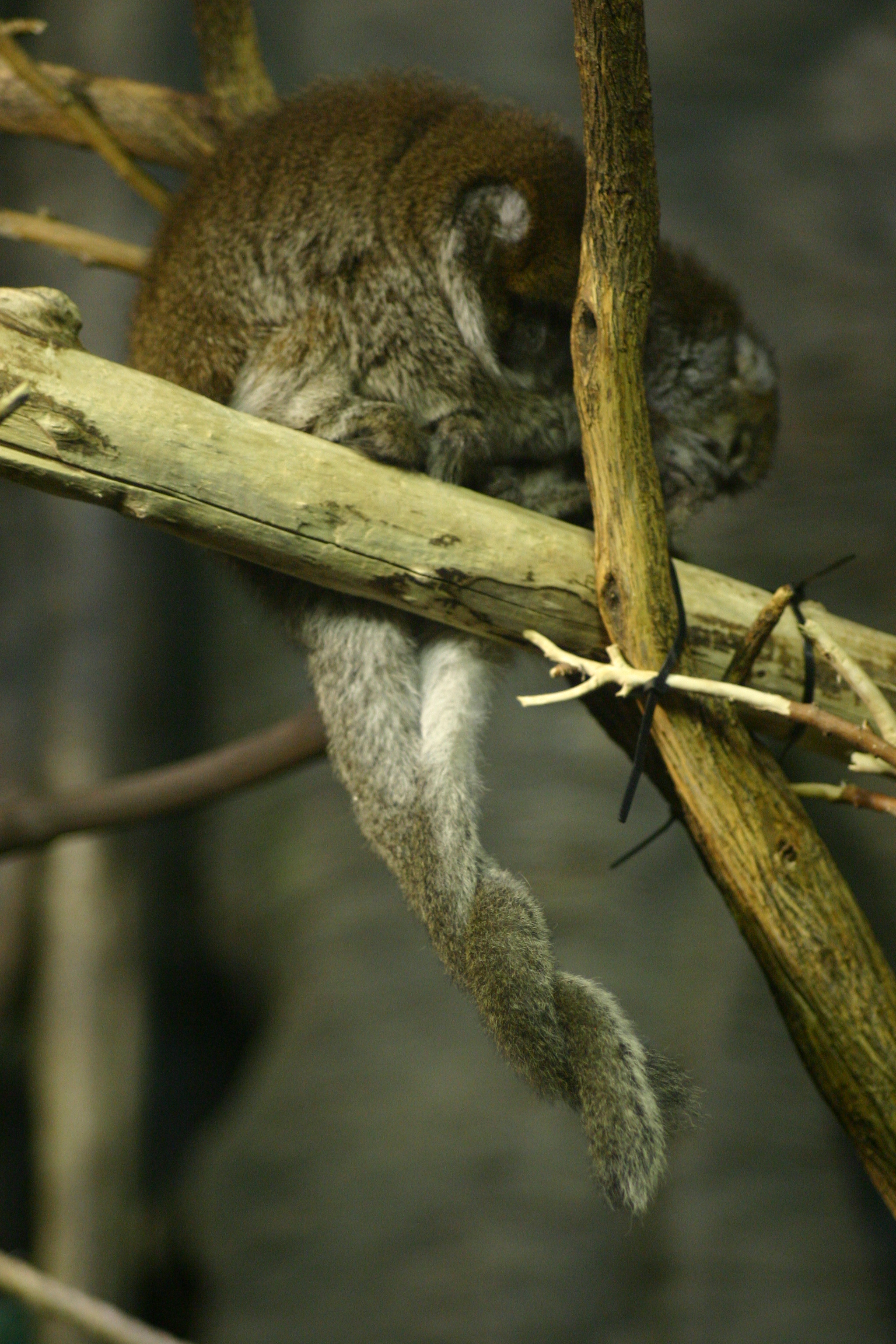
서로 꼬리를 감고 있는 한 쌍의 흰귀티티

한 쌍의 흰귀티티는 서로 꼬리를 감고 함께 앉는다.